# James Donald
James Donald, škotski igralec, * 18. maj 1917, Aberdeen, † 3. avgust 1993, Wiltshire.
Njegova najbolj znana vloga je bila lik majorja Cliptona v Mostu na reki Kwai.